# コピーライカ

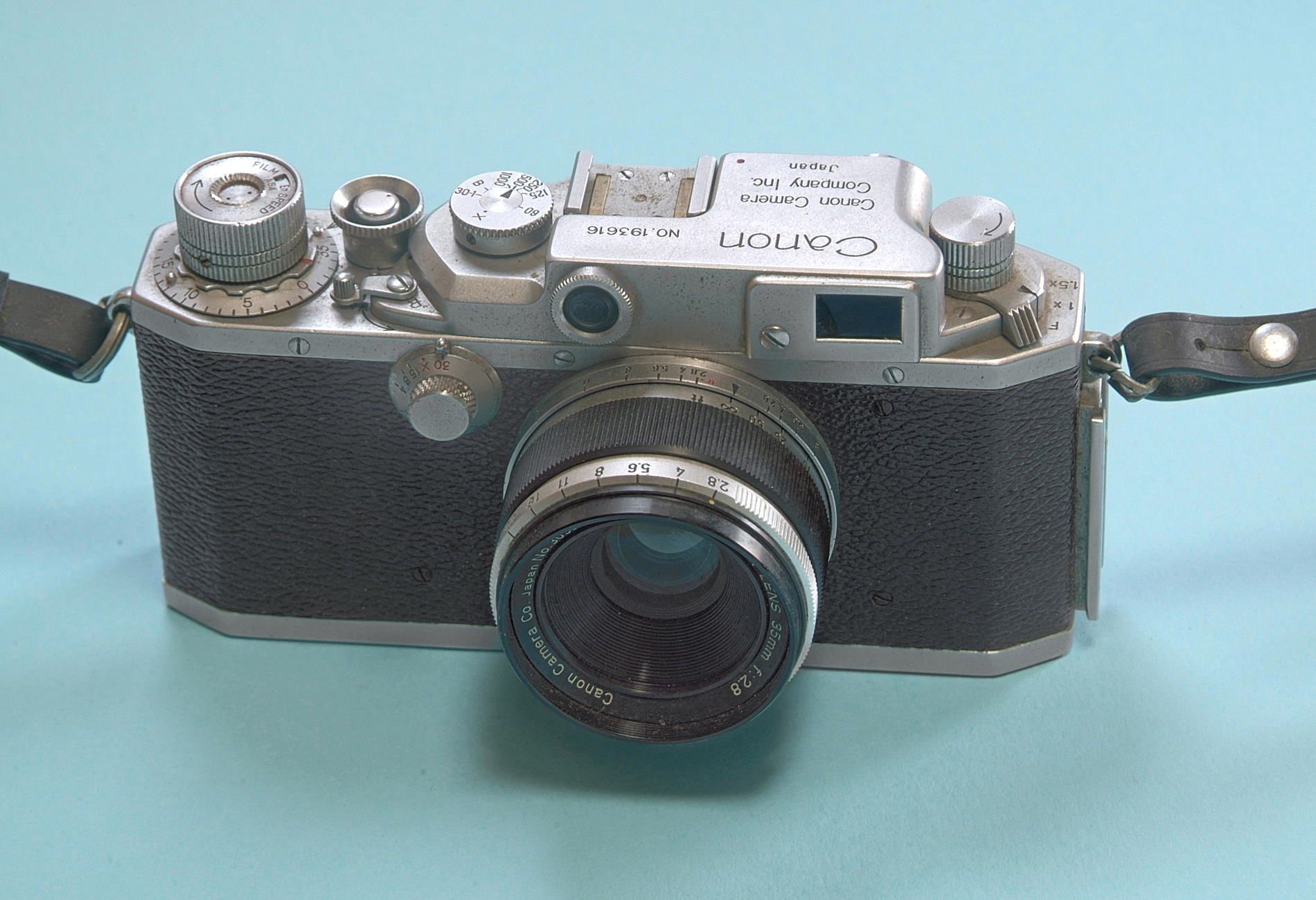
著名なコピーライカの一つ、キヤノンIVSb

コピーライカとは、ライカと類似したカメラ。ライカコピーともいう。
フェイクライカと同義語とされることもあるが、多くは「ライカ」のロゴがある製品をフェイクライカ、違うブランドの製品をコピーライカという。

## 第二次世界大戦終了前
日本では精機光学（現キヤノン）のハンザキヤノン、光学精機社（後のニッカカメラ）のニッポンカメラ、昭和光学精機（後のレオタックスカメラ）のレオタックス、米国ではプレミアのカードン等が知られる。これらは第二次世界大戦によりドイツからのライカの輸入が止まって軍用カメラの不足に困った各国軍部の命令で特許を無視、もしくは回避して製造された。
特に問題となったエルンスト・ライツの特許は「距離計の2つの窓の間にファインダーを入れる」構造である。精機光学は飛び出し式ファインダー、昭和光学精機は基線長が短くなることを覚悟で距離計の外側にファインダーを持って来てこれを回避した。

## 第二次世界大戦終了後
戦争中の軍用カメラ不足の経験から戦後イギリス陸軍がリード&シギリストにリードを製造させた。
ドイツの敗戦に伴い賠償の一環としてドイツ特許が無効化されて後は各種のコピーライカが製造された。特に日本では昭和光学精機が戦前から引き続きレオタックスを製造したほか光学精機社がニッカカメラとなって生産したニッカ、キヤノン、また戦後に参入したメーカー・ブランドとしては田中光学のタナック、千代田商会のチヨカ/チヨタックス、目黒光学のメルコン、千代田光学精工（ミノルタを経て現コニカミノルタ）のミノルタ35シリーズ、三鈴光学工業のアルタ35、瑞宝光学精機のオーナー35など各社が多数のコピーライカを生産、最初はデザインまでそっくりのカメラから始まって各種の独自機構を加えて改良して行った。旧ソ連でもフェドなど多数のコピーライカが製造された。マウントは違うがチェコスロバキアのメオプタ製オペマ、レンズ固定だがハンガリーのモム製モミコン/モメッタもライカコピーとされる。
レンズマウントを採用したのみのウィットネスやペリフレックス、シャッター機構のみをコピーした日本光学（現ニコン）のニコンSシリーズ等もコピーライカに含めることがある。

## 主なコピーライカ

### 日本
- キヤノン
  - キヤノンのレンジファインダーカメラ製品一覧#Lマウント
- 田中光学#タナックシリーズボディー
- ニコン
  - ニコンのレンジファインダーカメラ製品一覧
- ニッカカメラ
  - ニッカカメラのカメラ製品一覧
- ミノルタ
  - ミノルタのカメラ製品一覧#ミノルタ35シリーズ
- レオタックスカメラ#135フィルム使用のカメラ
- ヤシカ
  - ヤシカのカメラ製品一覧#135フィルム使用カメラ

### イギリス
- リード
- ウィットネス
- ペリフレックス

### アメリカ合衆国
- カードン

### ソビエト連邦
- フェド（FED-2より前のモデル）
- ゾルキー（ゾルキー4より前のモデル）

### 中華人民共和国
- 上海

### チェコスロバキア
- メオプタ
  - オペマ

### ハンガリー
- モミコン/モメッタ